# رابرت ویلسون (پرورش دهنده کانادایی)
رابرت ویلسون (انگلیسی: Robert Wilson؛ زادهٔ ۱۴ اکتبر ۱۹۳۵) قایقران روئینگ اهل کانادا است.